# 5식 전투기
Ki-100는 제2차 세계 대전 말기인 1945년에 실전 투입된 일본 제국 육군의 전투기다. 3식 전투기의 엔진 신뢰성 부족 문제를 헤결하기 위해 개발된 공랭식 엔진 장착 개량형이다.

## 제원
- 전장: 8.925m
- 전폭: 12m
- 전고: 3.75m
- 엔진: ha-112II, 공랭복렬성형14기통
- 중량: 3,495kg
- 최대속도: 580km/h/6,000m
- 무장: 12.7mm x 2 기관, 20mm x 2 기관포, 250kg 폭탄 x 1
- 항속거리: 1,400km

## 설계 및 개발
Ki-100은 신축이 가능한 엔진 모노플레인 전투기로, 압력을 가한 외팔보형 방사형 엔진 모노플레인 전투기였다. 컨트롤 표면은 천으로 덮여 있었다.

### Ki-61 엔진 문제점
1944년 중반, Ki-61은 일본 육군항공대의 최고의 전투기들 중 하나였다. 또한 독일 다임러-벤츠 DB 601 엔진을 일본식으로 개조한 V-12 가와사키 Ha-40을 생산한 유일한 일본 전투기였으며, 공장에서 방탄장갑을 장착하고 연료 탱크를 자체 밀봉한 최초의 전투기들 중 하나였다. 또한 기동성과 사거리 대신 속도와 상승 속도가 강조되는 현대 미국 디자인과 부합하는 훌륭한 성능을 가졌다. 효과적인 디자인이었지만, 엔진 부족과 신뢰성 문제로 어려움을 겪었다. 이러한 문제들로 인해 1,120kW (1,500마력) 가와사키 Ha-140 인버티드 V-12 엔진으로 구동되는 개선된 모델 Ki-61-II (이후 Ki-61-II-KAI)가 개발되었으며, 이는 교체된 Ha-40보다 더 무거웠다. 최고 속도는 590에서 610km/h (370에서 380mph)로 증가했으며, 상승 속도 외에도 일반적인 성능도 향상되었다. 그러나 필요한 것보다 훨씬 적은 수의 엔진이 생산되었지만 엔진 품질 관리 문제가 지속되어 기대만큼의 성능을 발휘하지 못했다.

## 같이 보기
- 포케불프 Fw 190
- 미쓰비시 A7M
- 야코블레프 Yak-9
- 보우트 F4U 콜세어